# 朱諟鋝
伊定王朱諟鋝（1455年—1508年），明朝第四代伊王，追封安王朱勉塣的第四子（嫡子中排第二），簡王朱顒炔之孫。
他在成化四年（1468年）受封郟城王，成化十三年（1477年）晉封伊王，他在位三十一年，在正德三年（1508年）去世，三年後其子朱訏淵嗣位。

## 家庭
王妃沈氏，南城兵馬指揮沈鑦之女。
- 嫡長子朱訏淵，封伊世子，襲伊王
- 庶次子朱訏淳，封濟源王。
- 嫡女二，長阜城郡主，次□陽郡主

| 無 原因：明政府封之 | 明郟城國國王 1468年—1477年 | 無 原因：晉封伊王，封國廢除 |
| 前任： 兄悼王朱諟釩 | 明伊國國王 1477年－1508年  | 繼任： 子莊王朱訏淵         |